# كرشة

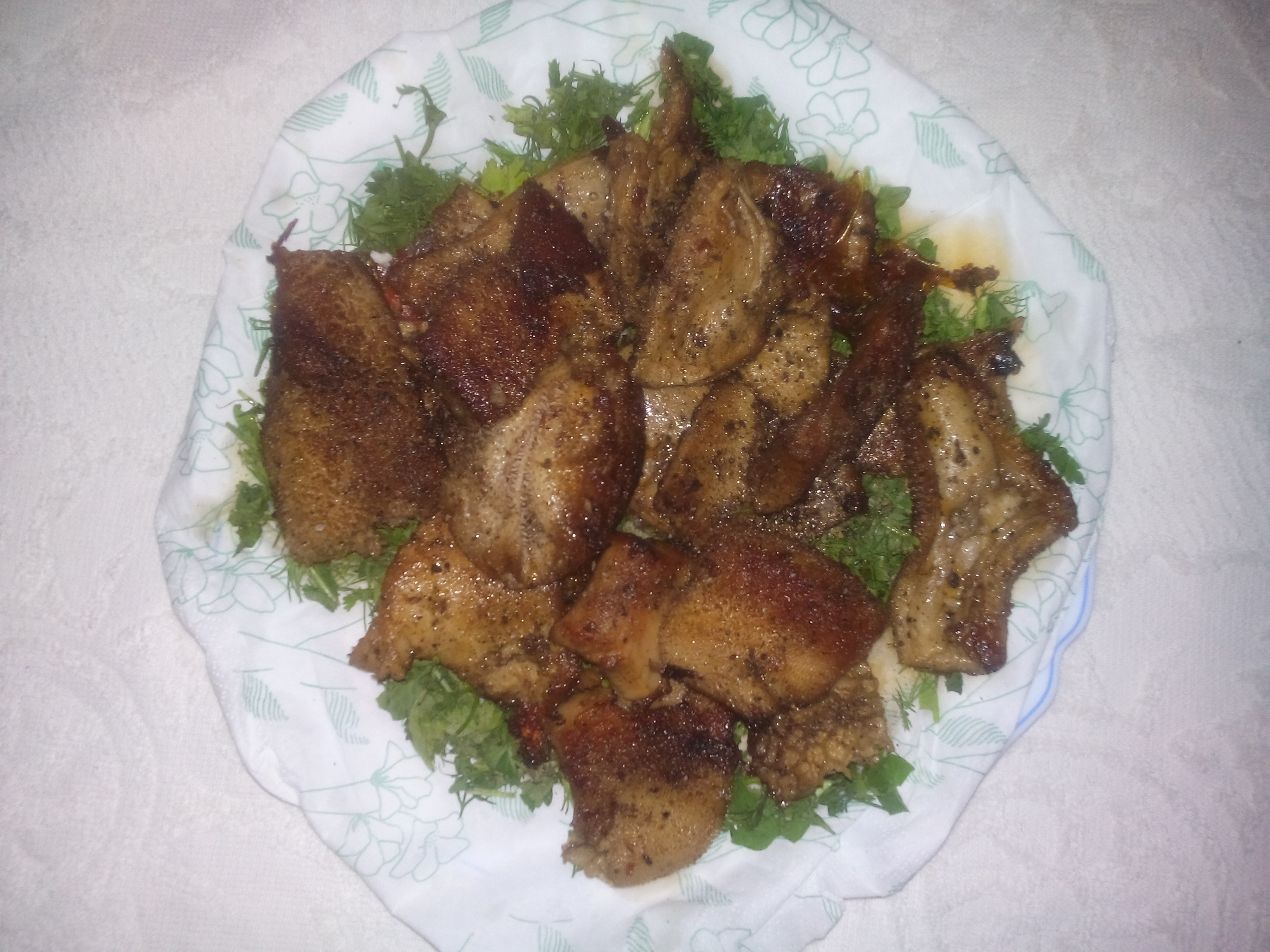
كرشة على الطريقة المصرية

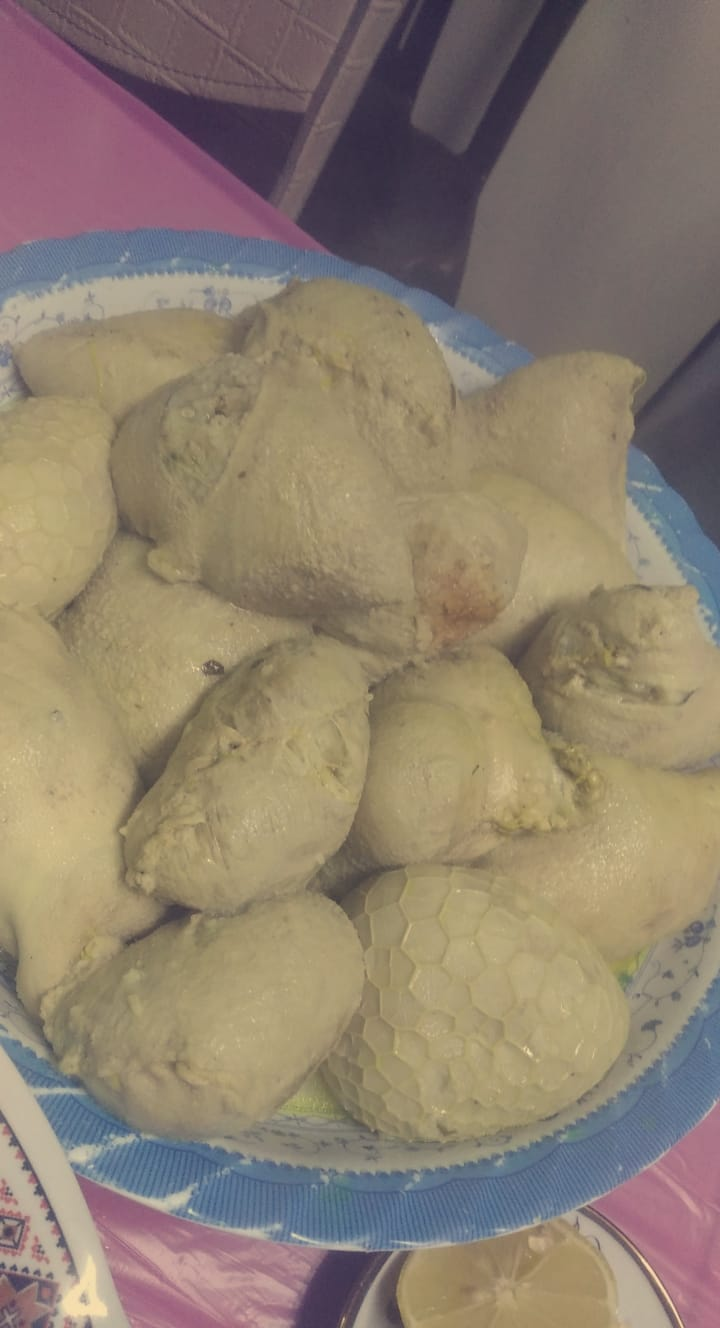
كرشة على الطريقة الفلسطينية

الكرشة نوع من أحشاء الذبيحة الصالحة للأكل وهي جزء من معدة المواشي المختلفة.

## الوصف

### كرشة البقر
لا توجد كرشة البقر إلا في التجويفات الثلاثة الأولى في معدة البقرة: الكرش (كرشة الغطاء/المسطحة/السلسة)، الشبكية (الكرشة ذات المنظر المخربي والجيبية)، والورقية (كرشة الكتاب/المقدسة/الورقية). أما المعدة الرابعة للحيوانات المجترة (القصبة) وهي أقل بكثير نظرًا لوجودها في النَسيج الغُدِّيّ.

### الحيوانات الأخرى
يمكن الحصول على الكرشة أيضًا من أي حيوانات أخرى بها معدة. في بعض الحالات، ينطبق المسمى 'الكرشة' على بعض الحيوانات مقارنة بالحيوانات الأخرى.

### الكرشة غير المغسولة
تحتوي الكرشة غير المغسولة (أو «الخضراء») على بعض المحتويات الطازجة للمعدة، ويظهر بها رائحة كريهة وتبدو وكأنها غير صالحة للاستهلاك البشري. إضافة إلى ذلك، ترغب بعض الحيوانات مثل الكلاب وآكلات اللحوم في تناول هذه الأحشاء وتستخدم في الغالب كغذاء للحيوانات الأليفة. على الرغم من أنها تسمى «خضراء» لأنها تحتوي على نسبة كبيرة من الكلوروفيل، إلا إنها في واقع الأمر ذات لون بني لتعرضها لعسر هضم بعض المركبات الأخرى.

### الكرشة المغسولة
في كثير من الأحيان، تُسمى الكرشة المغسولة الكرشة المجهزة. لتجهيز الكرشة يتم تنظيف المعدة ونزع الدهون. ثم تُغلى حتى تبيض ويظهر فيها اللون الأبيض وهو الشكل الشهير للكرشة كما تظهر في أكشاك السوق ومحلات الجزارين. يقوم بمهمة تجهيز الكرشة أحد المحترفين.
كانت الكرشة المجهزة طبقًا مغذيًا ورخيصًا لطبقة الكادحين في العصور الفيكتورية حتى النصف الأخير من القرن العشرين. وقد حافظت على شهرتها حتى هذه الأيام في كثير من بقاع العالم، وقد انخفض عدد آكلي الكرشة مما نتج عنه انخفاض في عدد من يجهزونها في المملكة المتحدة انخفاضًا سريعًا. لم تكن الكرشة إلا مجرد طعام للحيوانات الأليفة، ونتيجة لتوافره بشدة في فترة ما بعد الحرب البريطانية، فقد انخفضت نسبة الطلب على هذا الطعام الرئيسي.

### أطباق جاهزة تقدم معها الكرشة
(dim sum)

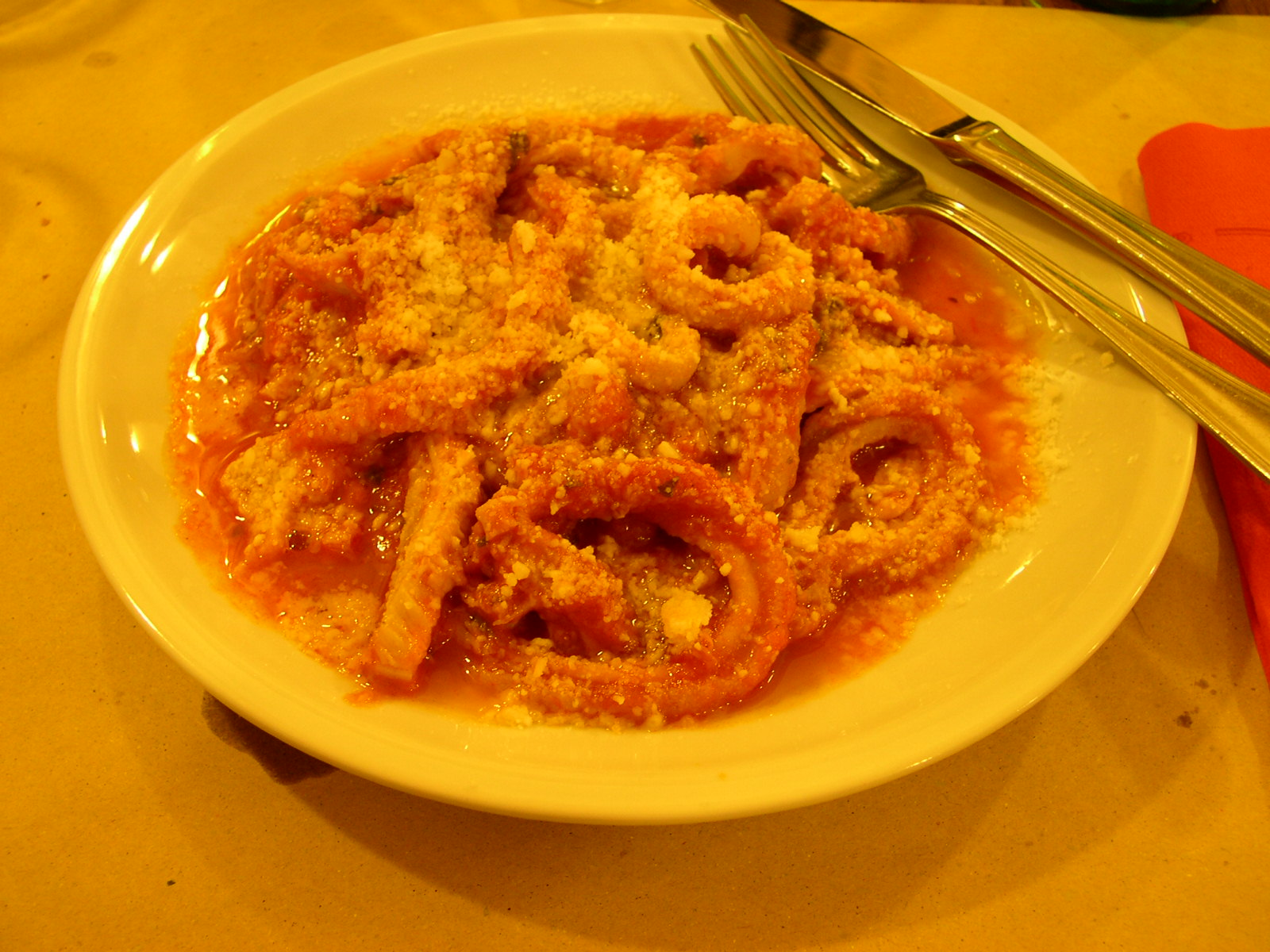
الكرشة على الطريقة الرومانية (Trippa alla Romana)

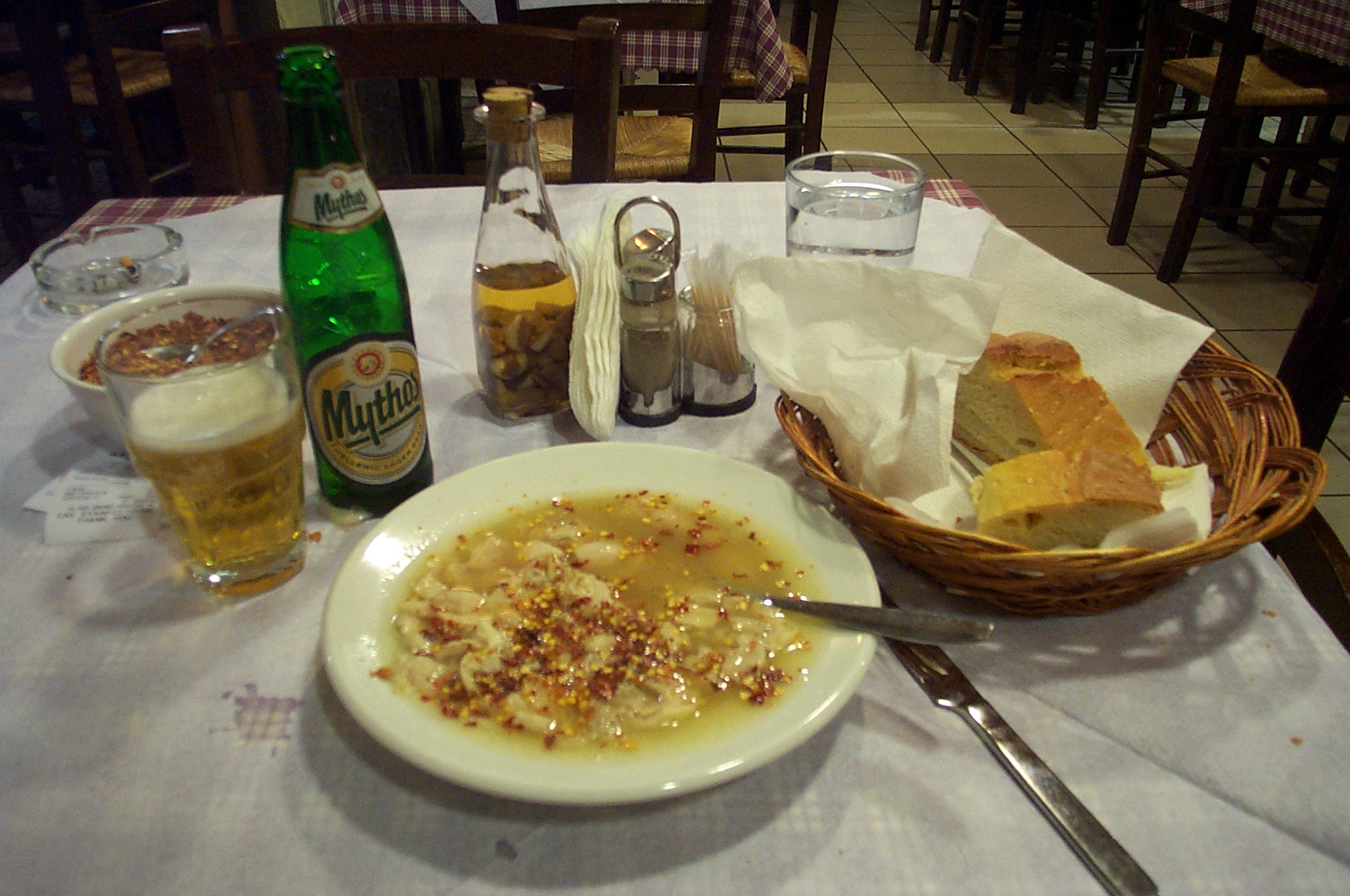
باتساس (Patsás)

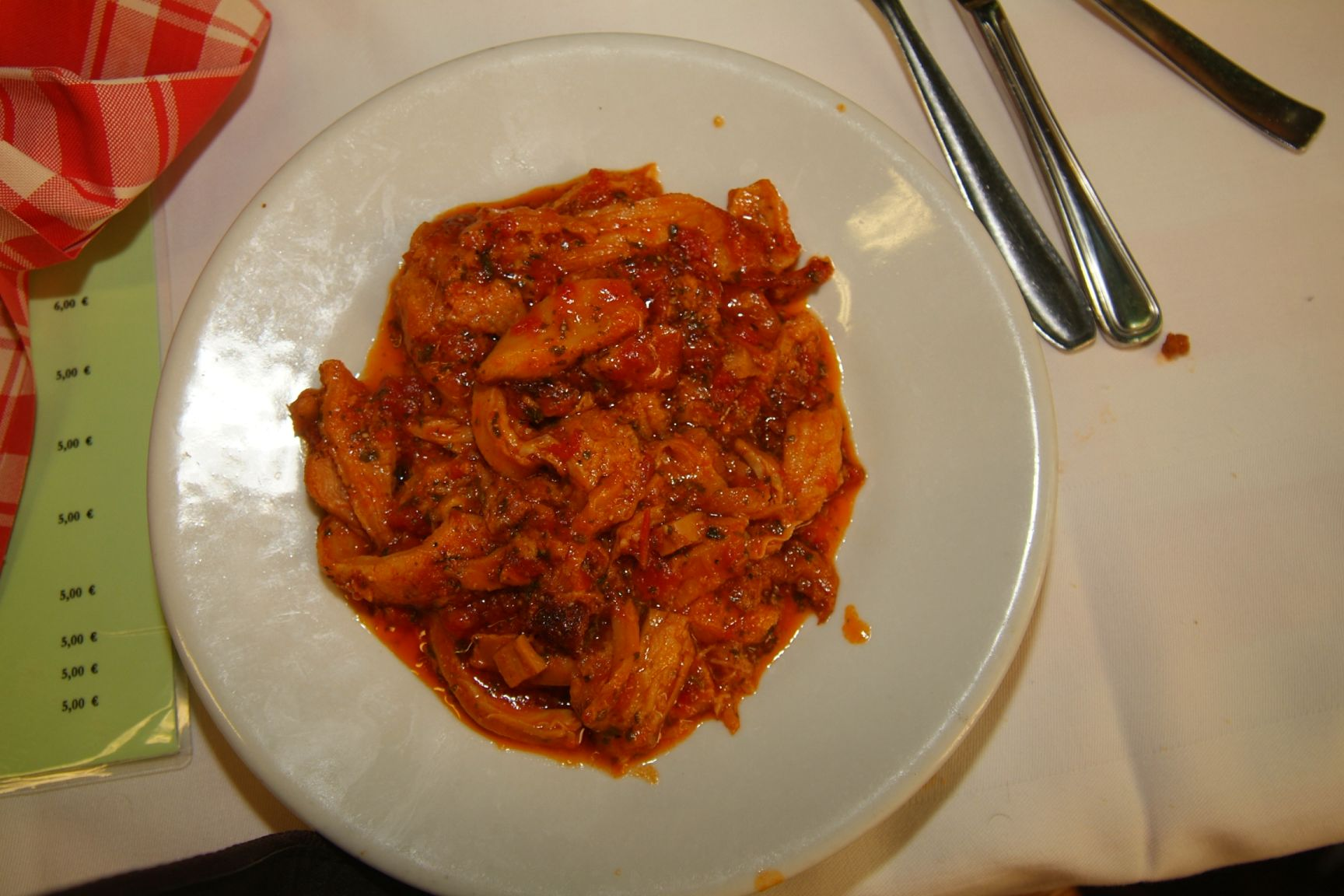
الكرشة على طريقة ليفورنيسي (Trippa alla livornese)

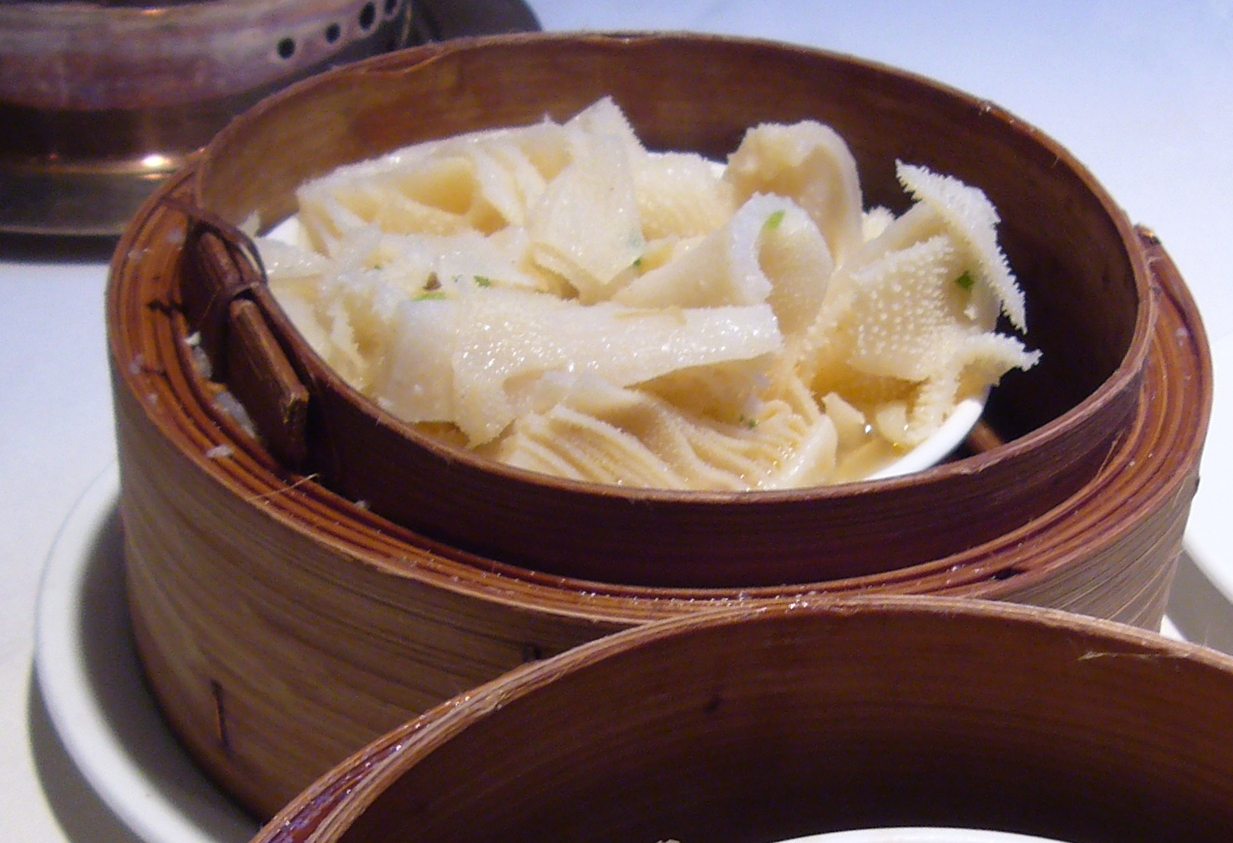
الكرشة المبخرة المُعدة على طريقة ديم سوم

تُؤكل الكرشة في العديد من مناطق العالم.
حساء الكرشة له العديد من التشكيلات في المطبخ الأوروبي الشرقي.
تشمل أطباق الكرشة:
- سجق الأندوي - هو سجق فرنسي يصنع من الكرشة الباردة المسلوقة والمغلية والمُدخنة.
- النقنق - هو سجق فرنسي مشوي مكون من كرشة البقر ولحم الخنزير
- بابات (Babat) - هو طبق كرشة البقر الحارة الإندونيسية، قد تكون مقلية مع إضافة التوابل أو تُقدَّم كحساء مثل سوتو بابات (soto babat) (سوتو بالكرشة)
- التقلية (TQallia) - هو طبق مغربي متبل ومملح مع صلصة من الخضار وتُقدم مع الكسكسي (cous-cous)
- بريكفاست سوسيج (Breakfast Sausages) - يمثل النسبة الكبيرة المتوفرة من السجق في الولايات المتحدة محشي بلحم الخنزير وكرشة البقر.
- المُمبَار (Bumbar) طبق يتم تحضيره في - البوسنة والهرسك، إذ يتم حشو الكرشة بأجزاء البقرة الأخرى.
- بوتيفارا (Butifarra)- سجق كتالوني
- كالوس (Callos) — إسباني أوفلبيني طبق كرشة مطبوخ بالحمص (نبات) والكوريزو (chorizo) والبابريكا (paprika).
- كاو كاو (Cau-Cau) - البيرو خليط من كرشة البقر والبوتاوس (potaoes) والنعناع وغيرها من التوابل والخضروات.
- تشاكنا (Chakna) - هندي خليط متبل من كرشة الماعز وأجزاء الحيوانات الأخرى.
- كوربا دي بورتا (Ciorbă de burtă) - روماني حساء خاص بالقشدة والثوم
- دوبرادا (Dobrada) - برتغالي طبق كرشة يُقدم عادةً مع الفاصوليا البيضاء وتشوريكو (chouriço)
- دريستكوفكا (Dršťkovka) (دريستكوفا بوليفكا) (dršťková polévka) - تشيكي غولاش شبيه بحساء الكرشة
- «فاصوليا بالكرشة» في ليبيا، حساء الفاصوليا بالكرشة. يعد الطبق الليبي التقليدي.
- دريسكوفا (Držková) - سلوفاكي حساء كرشة (دريسكوفا بوليفكا (Držková polievka)
- ديلوت (Dulot) أو ديلت (Dulet) - إريتري وإثيوبي كرشة وأحشاء مقلية، تحتوي على الكرشة المفرومة فرمًا ناعمًا أو الكبدة واللحم المفروم أو لحم الضأن أو الماعز المشوي في الزبدة المصفاة والمتبلة مع البقدونس والثوم والبربر (berbere).
- ابيندا (Ebyenda) أو بيندا (Byenda) - كلمة للكرشة في بعض البانتو لغات أوغندا. قد تُسوَّى الكرشة بالغلي البطيء، ولكن يشتهر طبخها مع الماتوك (matooke) على أنه طبق الإفطار.
- فليكي (Fileki) أو سبيك فليكي (špek-fileki) حساء كرشة كرواتية.
- فلاكي (Flaki) — بولندي حساء بالمردقوش الكبير
- فيكي فيبيان (Fuqi feipian) أو 夫妻肺片— طبق بارد صيني حار و«مخدر» (麻) يُصنع من الأنواع المختلفة لأحشاء الذبائح، والوتر المقطع لشرائح رقيقة المنتشر هذه الأيام، والكرشة وفي بعض الأحيان اللسان
- جواتيتاس (Guatitas) - خلطة كرشة إكوادورية وشيلية، تُقدم في كثير من الأحيان مع صلصة الفول السوداني في الإكوادور.
- جورو (طعام) - زيمبابوي اسم للكرشة. تؤكل بطريقة طبيعية كتوابل مع صادزا (Sadza).
- الهاجس - اسكتلندي طبق تقليدي يُصنع من معدة الغنم محشوة بالشوفان وقلب وكبد ولسان الغنم المفروم. لا تُستخدم المعدة إلا كوعاء للحشو وليس للأكل.
- خلطة الكرشة (İşkembe çorbası) - تركي حساء كرشة بالثوم والليمون والبهارات
- كاري كاري (Kare-kare) - فلبيني خلطة ذيل الثور مع الفول السوداني التي قد تحتوي على الكرشة
- باجه - هي حساء شتوي تشتهر بطريقة كبيرة في أرمينيا تُصنع من وتر البقر المسلوق والكرشة ذات المنظر المخربي وتُقدم مع الكثير من الثوم وخبز لافاش (lavash).
- كيستا (Kista) - آشوري خلطة تقليدية مطبوخة ومحشية بالأرز اللين. هذه الأطباق جزء من الأطباق الرئيسية المعروفة ب«باشا» في عهد الآشوريين. 'باشا' أيضًا كلمة فارسية لأقدام الحيوانات ذات الحوافر ولكنه ليس الحافر نفسه. 'Pa' كلمة فارسية ل 'الساق' أو 'القدم'. اللاحقة 'cha' أو 'cheh' تشير لشيء صغير.
- لامبريدوتو (Lampredotto) - فلورنسي طبقة كرشة من المعدة الرابعة للحيوانات المجترة-غالبًا ما يؤكل في سندوتشات مع الجرين سوس (green sauce) والهوت سوس (hot sauce).
- ماشيتوس (Machitos) (Machitos)- مكسيكي طبق كرشة رقيق أو صلب مملح في البصل الأخضر والكزبرة الخضراء وتشكيلة الصلصات.
- مالا موجودو (Mala Mogodu) - المطبخ الجنوب إفريقي - طبق كرشة شهير، يؤكل عادة في وجبة العشاء على أنه يخني مع اللبة الساخنة.
- ماتومبو (Matumbo) - المطبخ الكيني - طبق كرشة يؤكل في الغالب على أنه يخنة مع مصاحبة الموسيقى المختلفة.
- ميتيورا (Mutura) المطبخ الكيني- سجق بالكرشة، محشي بالدم ولحوم الأحشاء واللحوم الأخرى. المشوي.
- مينودو (Menudo) - مكسيكي كرشة ويخني عصيدة الذرة
- موندونجو (Mondongo) - أمريكي لاتيني وكاريبي حساء كرشة وخضروات وأعشاب
- موتسو (Motsu) - ياباني كرشة تُقدم مطهية أو في نابيمونو (Nabemono)
- باكال (Pacalpörkölt) أو Pacalpörkölt - مجري وجبة حارة من الكرشة، شبيهة بالبوركوليت (pörkölt)
- باشا - عراقي، كرشة محشية بالأرز المتبل
- بانكيتاس (Pancitas) - مكسيكي خلطة شبيهة بمينودو ولكنها من معدة الأغنام
- بانسيتا (Pancita) - البيرو لحم الخنزير الحار المقلي يطهى مع كرشة البقرة المنقوعة في المياه المالحة مع الفلفل والمكونات الأخرى.
- باتساس (Patsás) باليونانية πατσάς) - يوناني، شبيهة بالاسكيمبي التركي
- حساء وعاء فيلاديفيا بالفلفل  - أمريكي حساء كرشة (بنسلفانيا) مع قرون الفلفل
- فو (Phở) - فيتنامي حساء المعكرونة المختلفة من مكان لآخر، يحتوي بعض منها على الكرشة
- الكرشة المخللة - الكرشة البيضاء المليئة بالثقوب المخللة الشهيرة في شمال شرق الولايات المتحدة.
- اللحم المحفوظ في وعاء
- ساكي (Saki) أو شاخي (Shaki) - اسم للكرشة في يوربا لغة نيجيريا. تحتوي الخلطات المتنوعة عادة على الشاخي، بجانب اللحوم الأخرى.
- سوري كوتيلن (Saure Kutteln) - من جنوب ألمانيا، تُطهى مع كرشة البقر والخل أو النبيذ
- سيروبي (Serobe) - أحد الأطعمة الشهية في بتسوانا، مخلوطة مع الأمعاء وفي بعض المناسبات مع لحم البقر
- شيكيمب (Shkembe) (شيكيمب تشوربا) (Shkembe Chorba) (Шкембе чорба / Чкембе чорба في مقدونيا) - وهي من أنواع حساء الكرشة، يتم تحضيرها في إيران وبلغاريا ورومانيا ومقدونيا والبوسنة والهرسك وصربيا وتركيا. شيكام (Shekam) هي كلمة فارسية للمعدة. سيرابي (Sirabi) هي نسخة معدلة من الشيكيمب'.
- سكيمبيسي (Skembici) - صربيا، أحد الأطباق الشهيرة القديمة منذ القرن الثالث عشر. كرشة في خلطة الخضروات بالأعشاب، تُقدم مع البطاطس المسلوقة.
- تريبيسي (Tripice)- كرواتيا، خلطة مكونة من الكرشة، مسلوقة مع البطاطس ولحم الخنزير المقدد المضاف من أجل النكهة.
- Tripes à la mode de Caen - في النورماندي. هذه خلطة تقليدية مصنوعة من الكرشة في منطقة نورماندي بفرنسا. "Tripes à la mode de Caen" تلقى ترحيبًا شديدًا وتحافظ عليها منظمة "La tripière d'or"[9]">http://www.ville-caen.fr/Tourisme/tripiereOr/index.asp نسخة محفوظة 25 يوليو 2010 على موقع واي باك مشين.</ref></a>وتنظم مسابقة كل عام لاختيار الأفضل في العالم "Tripes à la mode de Caen" maker.
- الكرشة مع الفاصوليا في جامايكا. هي خلطة حارة سميكة مصنوعة من الكرشة والفول
- الكرشة والدريشن (Drisheen) - في كورك (Cork)، أيرلندا
- الكرشة والبصل - في شمال إنجلترا
- كرشة تاكو (Tripe taco) - مكسيكي طبق كرشة أغنام أو العجول مع الفطائر
- تريبوكس (Tripoux) - طبق كرشة أغنام فرنسية
- تريبا دي مونكاليري (Trippa di Moncalieri) - في مدينة مونكالييري / بيدمونت / إيطاليا (سجق بالكرشة، قد يُقدم في شكل شرائح رقيقة مع بعض القطرات من زيت الزيتون والبقدونس المفروم والثوم وقليل من الفلفل الأسود أو يستخدم استخدامًا أساسيًا مع وصفة «الكرشة على طريقة صافوياردا» (Savoiarda)
- الكرشة على طريقة فيرونتينا (Trippa alla fiorentina) - في إيطاليا (تُقلى مع الطماطم والتوابل الأخرى)
- الكرشة على الطريقة الرومانية (Trippa alla Romana) - في إيطاليا (مع النبيذ الأبيض والطماطم)
- الكرشة على طريقة صافوياردا - في بيدمونت / إيطاليا (تُسوى مع الخضار والنبيذ الأبيض وصلصة اللحم المشوي وتُقدم مغطاة بجبنة بارميجيانو ريجيانو (Parmigiano Reggiano) المبشورة/جبنة الجراند بادانو (Grana Padano))
- الكرشة على طريقة فينيتو (فينيتو، شمال شرق إيطاليا)
- تسيتسارونج بولاكلاك (Tsitsarong bulaklak) - الكرشة الفلبينية المقلية المقرمشة. «الزهرة» الفرقعة)
- تيسلاما (Tuslama) (الرومانية) / تيزلاما (Tuzlama)(التركية) - خلطة الكرشة الخاصة بجنوب شرق رومانيا، وهي مزيج روماني وتركي
- ياكينيكي (Yakiniku) وهورومونياكي (Horumonyaki) - ياباني مشوية وذات حجم صغير
- فامبي (Vampi) - خلطة الكرشة السلوفانية.
- فيتي دارمين (Vette darmen) التقليدية، على الرغم من أنها على وشك الاضمحلال لكونها أحد أطباق غرب فلامون. تُقدم الكرشة مملحة ومقلية في وعاء مدهون بالزبد.
- أوجري (Ojree) - بهار باكستاني مصنوع من كرشة الماعز المفرومة واللينة
- أوبي آته بيلو شاكي (Obe ata pelu Shaaki) - خلطة نيجيرية تُصنع من قطع الكبيرة لكرشة البقر والماعز
- حساء الفلفل مع الكرشة - نيجيرية حساء سائل حار مع الكرشة ذات الحجم الصغير
- 牛肚 / 金錢肚 (ماندرين (Mandarin): نيودو (Niudu)/جينكياندوا (Jinqiandu)؛ كانتونيزي (Cantonese) نجوتو (Ngautou)/جومتسينتو (Gumtsintou)) -- المطبغ الصيني كرشة ببطانة داخلية تشبه العملة الصينية القديمة مع حفرة مربعة تبدو على شكل اسم: «معدة العملة». يُقدم الطبق عادة مع البصل الأخضر المدخن وصلصة الثوم، أو يُسلق فقط في المياه ويُقدم مع صلصة الصويا الحلوة مع البصل الحار على أنها صلصة للغمس.
- حساء الكرشة حساء الكوارع (Shorbet Kawari3)؛ في الأردن. هذه هي الخلطة المكونة من الكرشة وصلصة الطماطم

## تريباس (Tripas)
في إسبانيا، والدول الناطقة بالبرتغالية، لا يهتم الكثيرون بال«تريباس» عن بطانة المعدة. تشمل أطباق هذا النوع:
- تاكوس دي تريبا (Tacos de tripa) - التاكو المكسيكي محشي بالأمعاء اللينة أو الصغيرة المقلية المقرمشة
- تريبا أموادا دو بورتو (Tripas à moda do Porto) - أمعاء صغيرة بالفاصوليا البيضاء في المطبخ البرتغالي، الطبق التقليدي في مدينة بورتو.
- «كالوس»؛ 'كرشة' بالحمص والحلوى السوداء والسجق الحار. كانت أكلة رئيسية في الأندلس.

## القيمة الغذائية
ينصح المهتمون بالأطعمة النيئة بشدة بالكرشة الطازجة للخراف. عندما قام معمل ويدسون تينانت (Woodson-Tenant Lab) في أتلانتا وجورجيا بتحليل عينة من الكرشة الخضراء، اكتشفوا أن الكالسيوم: نسبة الفسفور فيه 1:1، وتعد درجة الحموضة العامة بالنسبة للجانب الحمضي أفضل للهضم، ونسبة البروتين 15.1، والدهون 11.7 مع وجود الأحماض الدهنية الأساسية، في نسبها الموصى بها. اكتشفوا أيضًا وجود بكتريا حمض اللاكتيك، والمعروفة ببكتريا الاسيدوفيلس، وهي أحد أنواع البكتريا المعوية المفيدة وعنصر شهير بالبروبيوتيك. [بحاجة لمصدر]